# قیچ عربی
قیچ عربی (نام علمی: Zygophyllum album) نام یک گونه از سرده قیچ است. این گونه گیاه در مناطقی از قاره آفریقا و شبه‌جزیره عربستان می‌روید. این گونه از گیاهان شورپسند است. این گونه قیچ در جنوب قبرس، اسپانیا، شمال آفریقا، مصر، شبه‌جزیره سینا، شرق آفریقا، سقطرا و جنوب عربستان رشد می‌کند.